# Пантелеймонівська церква (Прилуки)
Прилуцька Пантелеймонівська церква (Церква св. Пантелеймона) — діючий православний (УПЦ МП: Прилуцьке благочиння Ніжинської єпархії) храм у районному центрі Чернігівської області місті Прилуках; історико-архітектурна пам'ятка кінця XIX — початку ХХ століть.
Розташована на Кустівцях, на розі вулиць Київської та Михайлівської.

## Опис
Пантелеймонівська церква — мурована, однобанна, квадратна в плані, безстовпна, одноапсидна.
Вінчає невелику ошатну культову споруду — шатро на восьмерику.
Фасади храму оздоблені з використанням звичайної та лекальної цегли.
Церква св. Пантелеймона мала 4 дзвони (найбільший 30 пудів).
Іконостас церкви — двох'ярусний, прикрашений різьбленням і позолотою. 

## З історії храму
Церкву святого Пантелеймона заклали в заїжджому дворі Густинського монастиря в Прилуках ще наприкінці XIX століття. Звели храм у 1905 році.  
Станом на 1921 рік у храмі налічувалось 69 ікон.
У 1929—30 роках Пантелеймонівську церкву було закрито.
Напередодні Німецько-радянської війни в приміщенні культової споруди діяла аптека.
Під час окупації у Другу світову війну храм використовувався за основним призначенням.
У повоєнний час Пантелеймонівська церква залишалась діючою до 1962 року. Після закриття використовувалась як складське приміщення.
У 1988 році в церковному приміщенні було відкрито кооперативне кафе «Старий замок», яке проіснувало недовго.
9 серпня 1990 року Пантелеймонівську церкву в Прилуках було повернуто релігійній громаді. Храм відкрився 1991 року після здійснення реставраційних робіт. Нині це парафіяльний храм Прилуцького благочиння Ніжинської єпархії УПЦ МП.

## Джерело
- Пантелеймонівська церква // Прилуччина: Енциклопедичний довідник, Ніжин: «Аспект-Поліграф», 2007, — с. 324